# Arjan Breukhoven
Karel Jan (Arjan) Breukhoven (Rotterdam, 18 mei 1962) is een Nederlandse toonkunstenaar.

## Opleiding
Breukhoven begon zijn muzikale opleiding bij Jan Brandwijk. Later studeerde hij hoofdvakken orgel en kerkmuziek aan het Koninklijk Conservatorium in Den Haag bij Wim van Beek en Bert Matter en bijvak piano bij Albert Brussee, naast de bijvakken zang, improvisatie en koordirectie. In deze conservatorium-tijd kreeg hij ook les van de Franse organist en pedagoog Gaston Litaize. Koor- en orkestdirectie volgde hij aan de prof. Kurt Thomasstichting tijdens een twee weken durende intensieve cursus voor dirigenten.

## Optredens
Breukhoven treedt jaarlijks in vele landen in de wereld op als internationaal concertorganist, pianist, solistisch of als begeleider van solisten en koren. Ook verleent hij vaak zijn medewerking als dirigent. Hij werkte met vele andere musici samen. Begeleidde onder meer Ernst Daniël Smid, Vicki Brown, Berdien Stenberg, Marco Bakker, Ben Cramer, Kamahl, Henk Poort, Marjolein Keuning, Margriet Eshuijs en Cor Bakker. Hij speelde samen met onder meer Louis van Dijk en Daniël Wayenberg. In 2022 vierde hij zijn 40-jarig jubileum als musicus met concerten met een indrukwekkend concert in de Grote Kerk van Dordrecht. Het grootste orgel waarop hij ooit speelde was het 127 stemmen tellende orgel van de St. Patrick's Basilica in de Australische havenplaats Fremantle. Arjan bespeelde het hoofdorgel van de Vaticaanse Sint Pieter, in de beroemdste kerk ter wereld.

## Werkzaamheden
Breukhoven verleent jaarlijks zijn medewerking aan zo’n 450 concerten en diensten. Regelmatig werkte hij mee aan televisieopnamen voor het tv-programma Nederland Zingt, maar hij was ook regelmatig te gast bij de EO-radioprogramma’s Praise op Zaterdag, Laat ons de rustdag wijden en Zaterdagavonduur en ook bij andere omroepen in binnen- en buitenland was hij te zien.
Hij dirigeert een viertal koorverenigingen:
- het Christelijk Mannenkoor "Prins Alexander" uit Rotterdam met meer dan 80 leden
- het Hollands Christelijk Mannenkoor uit Berkel en Rodenrijs met meer dan 120 leden
- het Randstedelijk Mannenkoor uit Spijkenisse met meer dan 90 leden
- het Australian Christian Men's Choir uit Perth, Australië met 33 leden

Als pianist en als organist heeft hij een eigen stijl van improviseren ontwikkeld, zowel in de klassieke als in de lichte trend. Als componist schrijft hij werken voor koor, orgel en andere instrumenten. Hij is vaste organist van de Hervormde Dorpskerk van Berkel en Rodenrijs. Ook is hij een veelgevraagd organist bij uitvaartplechtigheden in Nederland.
Tijdens de corona-pandemie in 2020 uitte Arjan Breukhoven van 13 maart tot en met 21 augustus, als eerste in Nederland, zijn creativiteit in 100 online Live Facebook Concerten en vanaf 16 oktober plaatste hij wekelijks een interview programma op zijn YouTube kanaal, getiteld "De Noot Uitgang", waarbij hij bekende Nederlandse musici ontmoette.

## Onderscheidingen
- Arjan Breukhoven ontving in 2007 de ‘Draaginsigne in zilver' van het hoofdbestuur van de vereniging voor Kerkrentmeesterlijk beheer in de Protestantse Kerk in Nederland (PKN) omdat hij zich op dat moment al meer dan 25 jaar verdienstelijk had gemaakt als organist werkzaam binnen de PKN.
- De Gezinsgids beoordeelde zijn cd Jubileum Orgel Concert, met het orgel van de grote kerk in Dordrecht, als "Beste orgel-CD van 2012".[1]
- Samen met de Nederlandse organisten Erik-Jan Eradus, Ton Reijnaerdts en André de Jager werd hem in 2014 in het Parijse Hotel Intercontinental door de Franse Société Académique d’Education et d’Encouragement Arts-Sciences-Lettres de zilveren medaille toegekend.[2]
- Ridder in de Orde van Oranje Nassau. Burgemeester Aboutaleb heeft hem dat op 22 april 2020 telefonisch meegedeeld. Het lintje kon niet worden uitgereikt wegens de beperkende maatregelen rondom het COVID-19 virus.

## Discografie (selectie)
Hij werkte mee aan meer dan 150 cd- en dvd-opnamen. Een selectie:
| Uitgave                     | Soort            | Album |
| --------------------------- | ---------------- | --- |
| STH Records                 | Orgel-cd         | Souvenirs uit Europa vanuit de Heiliggeistkirche te Heidelberg (Duitsland)                                                                                              |
| STH Sacred Music cd 197096  | Orgel-cd         | Arjan Breukhoven improviseert deel 1 vanuit de Evangelisch Lutherse Kerk van Den Haag                                                                                   |
| STH Sacred Music cd 198078  | Orgel-cd         | Arjan Breukhoven improviseert deel 2 vanuit de Bovenkerk van Kampen |
| STH Sacred Music cd 1400202 | Orgel-cd         | Arjan Breukhoven improviseert deel 3 vanuit de Groote Kerk van Maassluis                                                                                                |
| STH Sacred Music cd 1402412 | Orgel-cd         | Arjan Breukhoven improviseert deel 4 vanuit de Grote Kerk van Hasselt                                                                                                   |
| -                           | Orgel-cd         | Arjan Breukhoven improviseert over Kerstliederen deel 5 vanuit de Grote Kerk te Dordrecht                                                                               |
| STH Sacred Music cd 1413372 | Orgel-cd         | Arjan Breukhoven improviseert deel 6 vanuit de St. Michaelskirko te Turku in Finland                                                                                    |
| -                           | Orgel-cd         | Psalmimprovisaties |
| -                           | Orgel-cd         | Arjan Breukhoven bespeelt het Kam & van der Meulen orgel in de Grote Kerk van Dordrecht                                                                                 |
| STH Records cd 1401822      | Koor-cd          | This is my song deel 1 met het Christelijk Mannenkoor Prins Alexander                                                                                                   |
| STH Records cd 1405822      | Koor-cd          | This is my song deel 2 met het Christelijk Mannenkoor Prins Alexander                                                                                                   |
| STH Records cd              | Koor-cd          | This is my song deel 3 met het Christelijk Mannenkoor Prins Alexander                                                                                                   |
| cd HCM 200595               | Koor-cd          | Gelukkig is het land met het Hollands Christelijk Mannenkoor |
| -                           | Koor-cd          | Dankt, dankt nu allen God met het Hollands Christelijk Mannenkoor |
| -                           | Koor-cd          | Zo lief, had God de wereld met het Chr. Mannenkoor Prins Alexander en Hollands Chr. Mannenkoor                                                                          |
| DHCD 9119                   | Koor-cd          | Groot Concert in Parijs vanuit de Ste. Eustache van Parijs op de grote Seiler concertvleugel                                                                            |
| -                           | Koor-cd          | Geef ons vrede 1500 koorleden zingen vanuit de Grote Kerk te Dordrecht                                                                                                  |
| -                           | Koor-cd          | Arjan Breukhoven dirigeert Groot Mannenkoor bij Kaarslicht met het Randstedelijk Mannenkoor, het Chr. Mannenkoor Prins Alexander en het Hollands Christelijk Mannenkoor |
| -                           | Verzamel-cd      | In het Licht Jubileum-cd |
| -                           | Verzamel-cd      | IMPROVISATIONS ON FAVOURITE PSALMS AND HYMNS Verzamel-cd met orgel improvisaties vanuit verschillende kerken                                                            |
| -                           | Vocale cd        | Samenzang uit Parijs vanuit de Ste. Eustache te Parijs |
| -                           | Vocale cd        | Melodia vanuit de Hervormde Dorpskerk te Berkel en Rodenrijs |
| -                           | Vocale cd        | Kom tot Mij vanuit de Grote- of St. Maartenskerk te Tiel |
| -                           | Instrumentale cd | Ik bouw op U vanuit de Grote- of St. Maartenskerk te Tiel |
| ICM cd 202001               | Instrumentale cd | Wereldberoemde Instrumentale Melodieën deel 1 Arjan Breukhoven op de grote Seiler Concertvleugel                                                                        |
| ICM cd 202001               | Instrumentale cd | Wereldberoemde Instrumentale Melodieën deel 2 Arjan Breukhoven op de grote Seiler Concertvleugel                                                                        |
| -                           | Instrumentale cd | Musica Religioso |
| -                           | Vocale dvd       | Arjan Breukhoven dirigeert bij Kaarslicht vanuit de Groote Kerk te Maassluis                                                                                            |
| -                           | Orgel-dvd        | Koraalbewerkingen & Improvisaties deel 2 vanuit de Bovenkerk te Kampen                                                                                                  |
| -                           | Instrumentale cd | Shalom Israel Muzikale parels over Israël en Jeruzalem, met Martin Mans orgel, Anja van der Maten hobo en Martin de Deugd viool                                         |
| -                           | Instrumentale cd | Colors of the wind Met Arjan Breukhoven orgel en Patrick curfs saxofoon Vanuit de Grote Kerk te Elburg                                                                  |
| -                           | Instrumentale cd | Samenspel Met Arjan Breukhoven vleugel en Pieter Heijkoop orgel Vanuit de Evangelisch-Lutherse kerk te Den Haag                                                         |
| -                           | Instrumentale cd | Beneath my wings Arjan Breukhoven vleugel Vanuit de Dorpskerk te Berkel en Rodenrijs                                                                                    |
| STH Records cd 1411872      | Piano-cd         | Emotions vanuit verschillende locaties |
| STH Records cd 1407252      | Orgel-cd         | Scherzo Arjan Breukhoven orgel Vanuit de Dorpskerk te Berkel en Rodenrijs                                                                                               |
| STH Records cd 1410502      | Orgel-cd         | Solo Arjan Breukhoven orgel Vanuit de Basilica Sankt Kunibert te Keulen in Duitsland                                                                                    |
| STH Records cd 1412052      | Orgel-cd         | Arjan Breukhoven Jubileum Concert vanuit de Grote Kerk van Dordrecht |
| STH Records cd 1413052      | Orgel-cd         | Finlandia Arjan Breukhoven orgel Vanuit de St. Michaelskirko te Turku in Finland                                                                                        |
| STH Records                 | Orgel-cd         | Improvisatie deel 5 - Psalmen Arjan Breukhoven orgel Vanuit de St. Michaelskirko te Turku in Finland                                                                    |
| STH Records cd 1415632      | Koor-cd          | Arjan Breukhoven dirigeert Groot Mannenkoor bij Kaarslicht deel 2 vanuit de Dorpskerk te Berkel en Rodenrijs                                                            |
| ICM 214030                  | Vocale cd        | Arjan Breukhoven dirigeert Grote Rotterdamse Mannenzang Joh. de Heer vanuit de Breepleinkerk te Rotterdam                                                               |
| STH records                 | Instrumentale cd | Arjan Breukhoven Touched by the Wind met saxofonist Patrick Curfs vanuit de Kathedraal te Rotterdam                                                                     |
| STH records                 | Orgel-cd         | Arjan Breukhoven in Concert vanuit de Marktkirche in Wiesbaden in Duitsland                                                                                             |
| STH 1418042                 | Orgel-cd         | Arjan Breukhoven Songs from Israel vanuit de Martinikerk te Bolsward |
| STH 1418252                 | Orgel-cd         | Arjan Breukhoven - Bach & Friends vanuit de St. Antoniuskirche te Worbis in Duitsland                                                                                   |
| -                           | Koor-cd          | Arjan Breukhoven dirigeert het Australian Christian Men's Choir vanuit de St. John Anglican Church te Fremantle (Australië)                                             |
| STH 1420162                 | Instrumentale cd | Arjan Breukhoven - Share Met Arjan Breukhoven, orgel en Henk-Jan Drost, trompet vanuit de Augustijnenkerk te Dordrecht                                                  |
| STH 1419032                 | Vocale cd        | Arjan Breukhoven & Anna Majchrzak - Songs of Fantasy Met Arjan Breukhoven, vleugel & orgel en Anna Majchrzak, sopraan (soliste André Rieu)                              |
| STH 1421062                 | Orgel-cd         | Arjan Breukhoven - Soundtrackseen cd met beroemde filmklassiekers |